# Рансдорп
Рансдорп (на нидерландски: Ransdorp) е село в селската част на Амстердамския район Норд в Холандия. В селото има няколко монумента и външният му вид е защитен. Познато е главно с тъповърхата църковна кула.
До 1921 Рансдорп е самостоятелна община, в която влизат и селата Схелингвауде, Холислот и Дюргердам. Тогава общината доброволно е присъединена към Амстердам.
По време на Осемдесетгодишната война Рансдорп пострадва тежко: опустошен е както от испанците, така и от протестантите. Кулата обаче не е разрушена.
Църковната кула е висока 32 метра и е построена между 1502 и 1542 г. в готически стил по проект на Ян Пойт. През 1542 г. парите свършват, поради което няма как да се изгради острият връх на кулата. Църквата датира от по-късно. Първоначалната църква е разрушена през 1615 г. Кулата е реставрирана между 1936 и 1938 г.